# Max Hoelz
Max Hoelz (nom également retranscrit sous la forme Max Hölz) né le 14 octobre 1889, à Moritz (de) (maintenant, Zeithain), près de Riesa (Saxe) est un militant communiste et agitateur révolutionnaire allemand. Il est mort le 15 septembre 1933 à Gorki en URSS.

## Biographie
Max Hoelz grandit en Saxe allemande au sein d’une famille d’ouvriers agricoles. À l’âge de quatorze ans, il quitte la misère familiale pour mener la vie d’un vagabond. Il travaille d’abord comme domestique, puis trouve un poste de concierge dans un cinéma de Falkenstein/Vogtl., ville industrielle du Vogtland. Tuberculeux, il échappe au service militaire puis devient concierge dans un grand Hôtel ou quelque temps plus tard il est convoqué par le directeur car il avait accepté des pourboires par les chauffeurs de taxi qu'il appelait pour les clients. Son sens moral étant très développé, il s'est estimé déshonoré et profite d’une opportunité pour partir en exil vers l'Angleterre où il survit à l’aide de petits boulots précaires, avant de trouver une place dans une usine de métallurgie et suit des cours du soir pour devenir ingénieur, séjour où il apprend l'anglais en trois mois et devient un nageur de très haut niveau.
À la veille de la Première Guerre mondiale, il retourne à Falkenstein, où il s’installe et se marie avec sa femme, Clara. En 1917, âgé de 28 ans, et bien que déclaré inapte au service militaire, il s'engage et se trouve affecté à l'état- -major où il a un différend avec son officier (armé puisqu'il avait mis en joue son officier) sur le fait de devoir traiter humainement les prisonniers (il était pour un traitement humain) et envoyé sur le Front occidental avec les socialistes car l'officier n'a pas eu le courage de l'envoyer en cour martiale. Il s’y lie d’amitié avec Georg Schumann (de), militant socialiste, qui l’ouvre aux idées nouvelles. Lors de l’offensive allemande de 1918 à Amiens, Max Hoelz est blessé et rapatrié en Allemagne.
Lorsqu’il rentre chez lui à Falkenstein, le 9 novembre 1918, le Kaiser vient d’abdiquer et la révolution éclate dans tout le pays. Max Hoelz décide de s’engager pour la révolution et crée un conseil de soldats dans sa ville, puis adhère à l’USPD et participe à la campagne électorale de son parti. Ce sont les sociaux démocrates du SPD qui remportent les élections et proclament la république de Weimar. L’écrasement de la Révolte spartakiste de Berlin (pour laquelle son ami Georg Schumann a lutté), puis l’échec de la république des conseils de Bavière désespèrent Max Hoelz. Il ne voit pas d’issue parlementaire à l’avènement du socialisme en Allemagne. Pour lui, il n’y a qu’une solution : l’action directe.
Au printemps 1919, il fonde à Falkenstein la section locale du tout nouveau Parti communiste d’Allemagne (KPD), puis crée le conseil des chômeurs de la ville. Il organise une marche de chômeurs qui prend d’assaut la mairie et séquestre le bourgmestre. Après négociation, le conseil des chômeurs obtient des bons alimentaires et de chauffage. Mais Max Hoelz n’en reste pas là : il arme une bande de chômeurs et écume la région au cours de ce qu’il appelle des expropriations de propriétaires terriens. Il redistribue l’argent collecté aux chômeurs et aux paysans pauvres de la région. En réaction à cette situation, le 3 juillet 1919, l’armée encercle Falkenstein et pourchasse les militants communistes.
Hoelz s’enfuit et passe dans la clandestinité. Le KPD lui fournit une fausse identité, sous laquelle il parcourt l’Allemagne centrale en y organisant des meetings. Dénoncé, il est arrêté et incarcéré à la prison de Burghof (près de Hanovre) où un commando du KPD dirigé par son frère parvient à le faire évader. Max Hoelz repasse dans la clandestinité et retourne dans le Vogtland où il continue de participer à des meetings.
Il rejoint ensuite le Parti communiste ouvrier d'Allemagne, scission conseilliste du KPD. À la fin de 1920, il organise une bande armée d'environ 50 hommes, qui s'emploie à libérer les militants emprisonnés après le soulèvement de la Ruhr. En mars 1921, il organise diverses actions terroristes, notamment un attentat à la bombe contre la mairie de Falkenstein/Vogtl.. À la fin du mois, il participe à de violents combats de rue dans le cadre de l'« Action de Mars » organisée par le KPD et le KAPD.
Arrêté, il est condamné à la réclusion à perpétuité, malgré de nombreuses pressions pour que ce soit la peine de mort et sa demande assez humoristique qu'il en fait à l'audience entre autres en notant par avance ses juges sur les différents verdicts possibles. Le lendemain de sa condamnation, Lénine fait un communiqué appelant les communistes allemands à le faire libérer et une pétition mondiale signée par de nombreuses personnalités appelle à sa libération. Il finit par bénéficier d'une amnistie en 1928, à condition de quitter l'Allemagne, après avoir séjourné dans dix prisons différentes  ; il émigre alors en URSS. En 1933, il se noie (dans des circonstances troubles car il était très bon nageur et des agents de la police de Staline étaient sur le bateau) dans une rivière, l'Oka, près de Nijni Novgorod, lors de son voyage de retour vers l'Allemagne. Il est enterré au cimetière Bougrovskoïe de Nijni Novgorod.

## Sources
- Max Hölz, Un rebelle dans la révolution. Allemagne 1918-1921, Éditions Spartacus, 1988  (ISBN 2902963211) ; Réédition : Éditions Spartacus, 2018  (ISBN 979-1094106327)
- Paco Ignacio Taibo II, Archanges. 12 histoires de révolutionnaires sans révolution possible, traduction par Caroline Lepage de Arcángeles (Doce historias de revolucionarios herejes del siglo xx), Éditions Métailié, 2012  (ISBN 978-2864248668)